# Sa’ilu
Sa’ilu, Sailu – wysoki dostojnik asyryjski, noszący tytuł „naczelnego kucharza” (rab nuḫatimme), jeden z postkanonicznych limmu (eponimów); uczeni przypuszczają, iż sprawować on mógł swój eponimat w 620 r. p.n.e. (S. Parpola, J. Reade) lub 618 r. p.n.e. (M. Falkner).